# Bunter Hund – Internationales Kurzfilmfest München

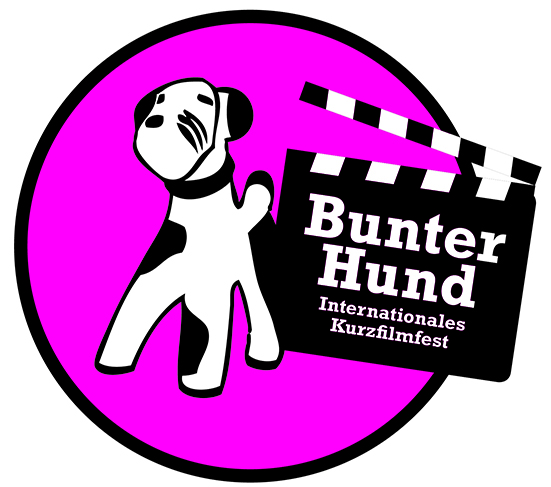
Logo des Münchner Internationalen Kurzfilmfestes Bunter Hund

Das internationale Kurzfilmfest Bunter Hund ist ein unabhängiges Kurzfilmfestival, das jährlich im Werkstattkino in München stattfindet. Im Wettbewerbsprogramm wird der mit 500 Euro dotierte Publikumspreis Hasso verliehen.

## Teilnehmer und Auswahl
Teilnahmeberechtigt sind Kurzfilme aller Genres aus den letzten beiden sowie dem aktuellen Produktionsjahr mit einer maximalen Länge von 20 Minuten. Filmemacher können ihre Produktionen jedes Jahr bis Mitte Oktober einreichen. Es werden die Formate 35 mm, 16 mm, BetaSP und MiniDV akzeptiert. Eine thematische Vorgabe gibt es nicht.
Alle eingereichten Kurzfilme (ca. 400 jährlich) werden vom Organisationsteam gesichtet. Davon werden ca. 50 ausgewählt und in vier Wettbewerbsprogramme sowie zwei Sonderprogramme unterteilt. Es entsteht eine Mischung aus Spiel-, Animations-, Dokumentar- und Experimentalfilmen von Profis, Anfängern und Amateuren.
Beim Bunter Hund Kurzfilmfestival sind die Qualität der Bilder und das Budget der Kurzfilme nicht entscheidend. Jedes Jahr befinden sich sowohl Kurzfilme, die mit einfachen Camcordern gedreht wurden, als auch Arbeiten aus Filmhochschulen im Wettbewerb. Die Preisträger werden von den Zuschauern gekürt, die die Kurzfilme einer Vorführung bewerten und somit über die Vergabe des Hasso entscheiden.

## Geschichte

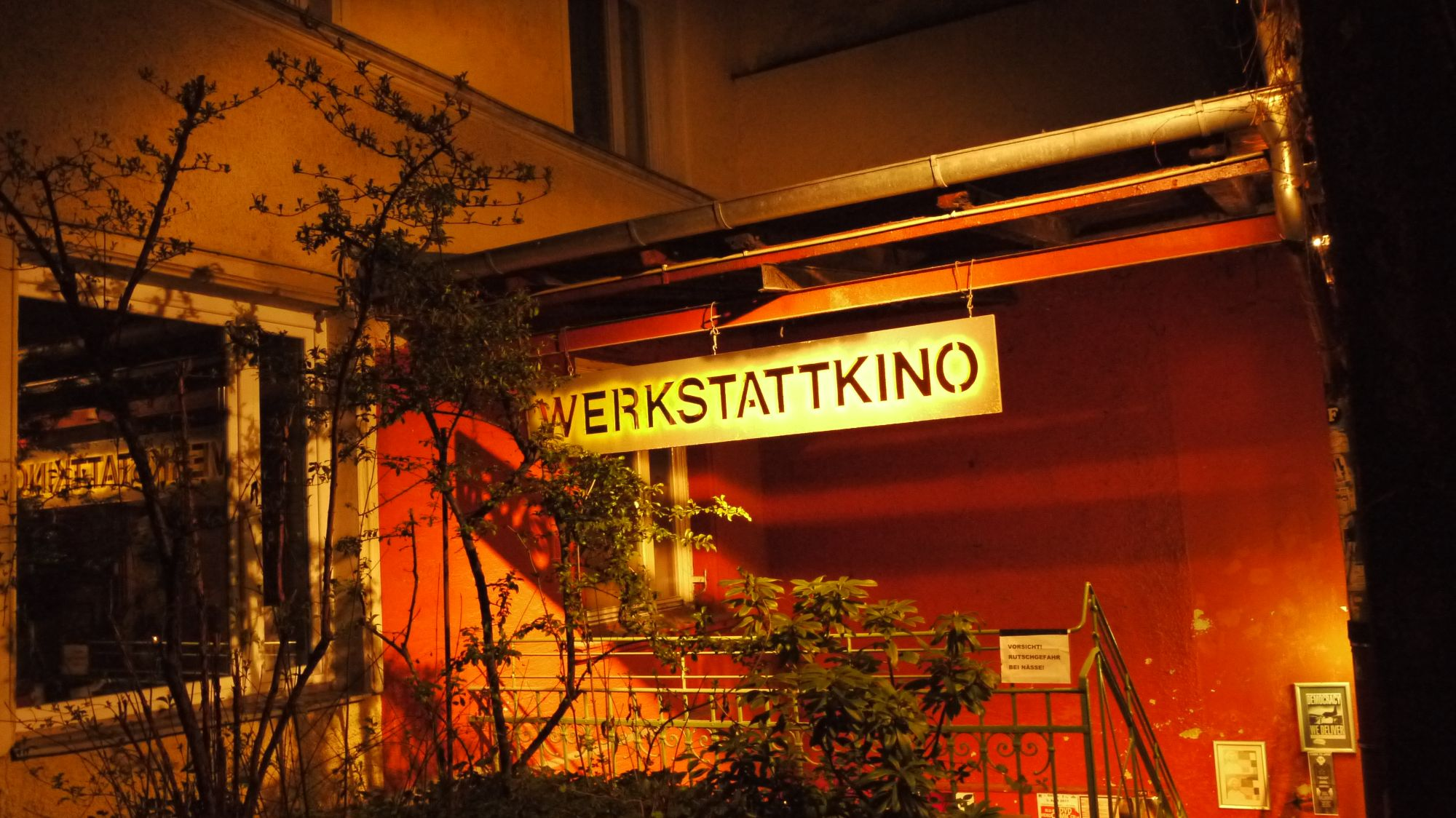
Werkstattkino, Eingangsbereich

Das Kurzfilmfestival Bunter Hund wurde 1999 auf Initiative einiger Filmbegeisterter ins Leben gerufen, die bereits seit 1996 während des Free & Easy Festivals im Backstage Club Kurzfilme aus aller Welt zeigten. Seit 2000 findet es im Werkstattkino statt. Das Maxim Kino wurde gelegentlich auch genutzt. Das Festival ist Mitglied der Filmstadt München e.V. sowie des Verbands Bayerischer Filmfestivals und wird vom Kulturreferat der Landeshauptstadt München gefördert. Es wird vom Verein Kulturkurzwaren e.V. veranstaltet.

## Festivalablauf
Das Kurzfilmfestival Bunter Hund findet immer Mitte März (seit 2014) (bis 2013 Mitte Oktober) in München statt und dauert vier Tage, von Donnerstag bis Sonntag.
Die Kurzfilme werden in sechs Programme unterteilt, die jeweils ein- bis zweimal vorgeführt werden.
Im Wettbewerb sind alle Kurzfilme aus den vier Wettbewerbsprogrammen. Diese sind vier der folgenden fünf Programme (eines der Programme entfällt pro Jahr):
- Anders & Artig
- Arbeit ist das halbe Leben
- Heimat
- Helden wie wir
- Liebe & andere Grausamkeiten

Alle Filme aus den Wettbewerbsprogrammen werden vom Publikum bewertet. Im Finale Der Preis ist heiß treten am letzten Tag des Kurzfilmfestivals die beliebtesten Kurzfilme noch einmal gegeneinander an und der endgültige Sieger wird vom Publikum gewählt.
Außer Konkurrenz laufen die Sonderprogramme Trash Night, Total Subjektiv (2005–2011) und Kurzes für Kurze (seit 2012).
Im Sonderprogramm Trash Night werden die schrägsten und dennoch sehenswerten Filme gezeigt.
Das Sonderprogramm Total Subjektiv beinhaltete Kurzfilme, die es gerade nicht mehr ins Wettbewerbsprogramm geschafft haben, die aber einzelne Teammitglieder für aufführenswert hielten.
Im Sonderprogramm Kurzes für Kurze werden Kurzfilme für Kinder gezeigt.
Am Samstagabend fand 2007–2011 eine Filmparty Mad Dog Film Lounge mit Publikum, Filmbeteiligten und Organisatoren statt. Das Sonderprogramm Total Subjektiv wurde ebenfalls im Rahmen dieser Party gezeigt.

## Palmares
- 1999: Die Hard von Konstantin Bronsit
- 2000: Hase & Igel von Sebastian Winkels
- 2001: Bsss von Felix Gönnert und Die Wurstverkäuferin von Stefan Hillebrand, Oliver Paulus
- 2002: Das Rad von Chris Stenner, Arvid Uibel, Heidi Wittlinger
- 2003: Ich und das Universum von Hajo Schomerus
- 2004: True von Tom Tykwer
- 2005: Vorletzter Abschied von Heiko Hahn
- 2006: Sintonía von Jose Mari Goenaga
- 2007: Lavatory Lovestory von Konstantin Bronsit
- 2008: Tôt ou Tard von Jadwiga Kowalska
- 2009: Signalis von Adrian Flückiger
- 2010: Zwischen Welten von Dorothea Carl
- 2011: La Huida / The Runaway von Victor Carrey
- 2012: Gefallen / Fallen von Christoph Schuler
- 2013: La Boda / The Wedding von Marina Seresesky
- 2014: --- (nur Best Of der vergangenen 15 Jahre)
- 2015: Au Moins Le Sais Tu / Do You Even Know von Arthur Lecouturier
- 2016: AlieNation von Laura Lehmus[2]
- 2017: Timecode von Juanjo Giménez[3]
- 2018: Cubeman von Linda Dombrovszky[4]
- 2019: Der Mandarinenbaum von Cengiz Akaygün
- 2020: The Traffic Separating Device von Johan Palmgren
- 2023: El Tratamiento / The Treatment von Álvaro Carmona